# 守本奈實
守本奈實（1981年1月18日—）是一位日本女性播報員，目前所屬電視台為NHK。身高159公分。

## 經歷
日本千葉縣流山市出身。自千葉県立東葛飾高等學校、學習院大學文學部畢業後，2004年進入NHK。最初被分發到NHK大分，後轉至NHK福岡，再調職到東京主播室。
2014年4月，代替產假中的小鄉知子成為《NHK7點新聞》週六日及假日的主持人。同年9月與同電視台的導演西村武五郎結婚。
2016年4月，進入產假中，《NHK7點新聞》的工作則由高瀨耕造接手。同年，在名古屋市的醫院生產成功。
2018年4月，回歸職場，擔任《Heart Net TV》的單元「HEART-NET TIMES」主持。

## 個人
- 小時候曾經於新加坡居住。
- 興趣是中音薩克斯風、料理、閱讀、種植。
- 雖然出身於千葉縣，但雙親來自熊本縣，因此家裡的雜煮料理會加上丸餅（關東地區一般加上角餅）。

## 主持節目

### 現在主持節目
- 《新聞 澀5點（日语：ニュース シブ5時）》（2018年9月25日－，星期一至星期五）
- 《Heart Net TV（日语：ハートネットTV）》「HEART-NET TIMES」單元（2018年4月－，每月1回）
- 《日本的里山 與故鄉美景相遇之旅》（BS Premium） -  旁白
- 《邁向明日 緊緊相連 NHK東日本大震災計畫》 -  旁白

## 同期女主播
- 荒木美和（日语：荒木美和）（埼玉（簽約）→新潟→東京主播室→大阪→奈良→廣播中心（導播業務））
- 井上朝日（鳥取→廣島→東京主播室→京都→東京主播室）
- 鈴木奈穗子（高松→松山→東京主播室）
- 廣瀨智美（日语：廣瀬智美）（鹿兒島→大阪→東京主播室）
- 松村正代（日语：松村正代）（盛岡→札幌→東京主播室）

## 外部連結
- アナウンスルーム・守本奈実 （日語）